# To Kill the Child/Leaving Beirut
„To Kill the Child“/„Leaving Beirut“ je dvanáctý singl britského hudebníka Rogera Waterse, známého svým působením ve skupiny Pink Floyd. Singl vyšel v září 2004 (viz 2004 v hudbě).
Singl, či spíše EP, vyšel pouze v digitální podobě, bylo možné si jej za poplatek stáhnout z internetu. Pouze v Japonsku vyšel i fyzicky na klasickém kompaktním disku.
Singl obsahuje dvě písně. První z nich je „To Kill the Child“, která pojednává o vlivu současné konzumní společnosti na dítě. Druhá je přes 12 minut dlouhá skladba „Leaving Beirut“, což je příběh z Watersova mládí. Tehdy byl na výletě v Libanonu, po kterém se pohyboval pomocí stopování. „Leaving Beirut“ je také Watersovou reakcí na válku v Iráku a ostře v ní kritizuje politiku USA a Spojeného království.

## Seznam skladeb
1. „To Kill the Child“ (Waters) – 3:31
2. „Leaving Beirut“ (Waters) – 12:29

## Obsazení
- Roger Waters – zpěv, kytara, baskytara, klávesy
- Andy Fairweather-Low – kytara
- Graham Broad – bicí
- Katie Kissoon, Carol Kenyon, P. P. Arnold – vokály